# 엘 드라곤
《엘 드라곤》(스페인어: El Dragón: El regreso de un guerrero)은 2019년 방영된 멕시코의 텔레노벨라이다.